# Новомиколаївка (Кропивницький)
Новомиколаївка — один з мікрорайонів міста Кропивницький, що належить до Фортечного району і розташований у північній частині міста.

## Історія
Навесні 1914 року з ініціативи Роберта Ельворті було засновано робітничу слобідку, яку з нагоди 20-річчя царювання Миколи II нарекли його іменем. Вулиці спершу мали номери. Зі сходу до селища прилягає авіамістечко, де розташована Льотна академія.

## Розташування
На півдні межує з залізницею, на сході з Некрасівкою, на заході із лісопарковою зоною. На півночі завершує зону забудови.

## Опис
Основна забудова селища — приватна. Забудоване за регулярним планом. Окрім льотної академії у мікрорайоні також діє низка медичних закладів — лікарня швидкої допомоги та госпіталь інвалідів ВВВ.

## Джерело
- Матівос Ю. М. Вулицями рідного міста, Кропивницький: ТОВ «Імекс-ЛТД», стор. 78